# Onni Valakari
Onni Johannes Simonpoika Valakari (Motherwell, 18 agosto 1999) è un calciatore finlandese, centrocampista del San Diego in prestito dal Pafos.

## Biografia
È il figlio di Simo Valakari, allenatore ed ex calciatore professionista. Onni è nato in Scozia proprio poiché il padre ai tempi militava nel Motherwell.

## Caratteristiche tecniche
È un centrocampista offensivo.

## Carriera

### Club
Valakari è cresciuto nello SJK: nel 2015 ha giocato in Kakkonen con il Kerho 07, squadra riserve del club. Il 20 gennaio 2017 ha debuttato nella prima squadra dello SJK, schierato titolare nella sfida vinta per 7-0 contro lo stesso Kerho 07: la sfida era valida per l'edizione stagionale della Suomen Cup.
Nel 2017, Valakari è stato ingaggiato dal TPS. Tra maggio e giugno ha giocato due partite in Kakkonen con il SalPa, in prestito. Successivamente è tornato al TPS ed ha esordito in Ykkönen il 19 luglio, subentrando ad Oskari Jakonen nella vittoria per 3-0 arrivata sul GrIFK. L'11 agosto 2017 ha trovato la prima rete, nella vittoria per 1-0 sull'Honka. Al termine della stagione, il TPS ha centrato la promozione in Veikkausliiga.
L'8 aprile 2018 ha pertanto debuttato nella massima divisione locale, segnando anche una rete nel 3-2 subito sul campo del Lahti.
Il 5 agosto 2018, i norvegesi del Tromsø – allenati dal padre Simo – hanno reso noto l'ingaggio di Valakari, che si è legato al nuovo club fino al 31 dicembre 2021. Il 10 agosto ha giocato la prima partita in Eliteserien, quando ha sostituito Daniel Berntsen nella sconfitta per 1-0 arrivata in casa del Sandefjord. Il 1º settembre seguente ha segnato la prima rete, nella vittoria per 2-4 sullo Strømsgodset.
Il 29 gennaio 2020, Valakari è passato a titolo definitivo ai ciprioti del Pafos FC. Il 1º febbraio ha quindi giocato la sua prima partita in A' Katīgoria, realizzando anche una doppietta nella vittoria per 0-3 sul campo dell'Ethnikos Achnas. Quel torneo è però terminato anzitempo a causa della pandemia di COVID-19. L'anno seguente, tra stagione regolare e poule retrocessione della A' Katīgoria 2020-2021, ha totalizzato 36 presenze e 13 gol, contribuendo al raggiungimento della salvezza. Ha continuato a far parte della formazione cipriota per quattro stagioni e mezzo, nelle quali ha realizzato complessivamente 40 reti in 136 presenze in campionato. Nella sua ultima annata in biancoblù ha anche vinto la Coppa di Cipro 2023-2024, trofeo che ha qualificato il Pafos FC alla UEFA Europa League per la prima volta nella storia.
Il 26 agosto 2024, Valakari è diventato ufficialmente un giocatore dell'AIK attraverso un prestito valido fino al 31 dicembre seguente. In dieci presenze ha fornito un apporto positivo, tanto che al termine di questo periodo il club svedese ha cercato di negoziare il suo acquisto a titolo definitivo con la dirigenza cipriota, senza però riuscirci a causa del prezzo di riscatto ritenuto troppo elevato.
Il 13 gennaio 2025 viene nuovamente girato in prestito, in questa occasione al San Diego, nuova franchigia della Major League Soccer.

### Nazionale
Ha giocato nella nazionale finlandese Under-21.
L'11 novembre 2020 ha debuttato con la nazionale maggiore finlandese giocando l'amichevole vinta 2-0 contro la Francia, match dove ha segnato la seconda rete.
Il 19 maggio 2021 viene inserito tra i convocati per l'europeo.

## Statistiche

### Presenze e reti nei club
Statistiche aggiornate all'11 novembre 2020.
| Stagione        | Squadra         | Campionato      | Campionato | Campionato | Coppe nazionali | Coppe nazionali | Coppe nazionali | Coppe continentali | Coppe continentali | Coppe continentali | Altre coppe | Altre coppe | Altre coppe | Totale | Totale | Totale |
| Stagione        | Squadra         | Comp            | Pres       | Reti       | Comp            | Pres            | Reti            | Comp               | Pres               | Reti               | Comp        | Pres        | Reti        | Pres   | Reti   |        |
| --------------- | --------------- | --------------- | ---------- | ---------- | --------------- | --------------- | --------------- | ------------------ | ------------------ | ------------------ | ----------- | ----------- | ----------- | ------ | ------ | ------ |
| 2015            | Kerho 07        | Ka              | 2          | 0          | -               | -               | -               | -                  | -                  | -                  | -           | -           | -           | 2      | 0      |        |
| 2016            | SJK             | VL              | 0          | 0          | CF              | 4               | 0               | UCL                | -                  | -                  | -           | -           | -           | 4      | 0      |        |
| mag.-giu. 2017  | SalPa           | Ka              | 2          | 0          | CF              | -               | -               | -                  | -                  | -                  | -           | -           | -           | 2      | 0      |        |
| lug.-dic. 2017  | TPS             | Y               | 13         | 6          | CF              | 4               | 1               | -                  | -                  | -                  | -           | -           | -           | 17     | 7      |        |
| gen.-ago. 2018  | TPS             | VL              | 16         | 4          | -               | -               | -               | -                  | -                  | -                  | -           | -           | -           | 16     | 4      |        |
| Totale TPS      | Totale TPS      | Totale TPS      | 29         | 10         |                 | 4               | 1               |                    | -                  | -                  |             | -           | -           | 33     | 11     |        |
| ago.-dic. 2018  | Tromsø          | ES              | 13         | 2          | CN              | -               | -               | -                  | -                  | -                  | -           | -           | -           | 13     | 2      |        |
| 2019            | Tromsø          | ES              | 29         | 7          | CN              | 3               | 0               | -                  | -                  | -                  | -           | -           | -           | 32     | 7      |        |
| Totale Tromsø   | Totale Tromsø   | Totale Tromsø   | 42         | 9          |                 | 3               | 0               |                    | -                  | -                  |             | -           | -           | 45     | 9      |        |
| gen.-giu. 2020  | Pafos FC        | A               | 6          | 5          | CC              | -               | -               | -                  | -                  | -                  | -           | -           | -           | 6      | 5      |        |
| 2020-2021       | Pafos FC        | A               | 36         | 13         | CC              | 1               | 2               | -                  | -                  | -                  | -           | -           | -           | 37     | 15     |        |
| Totale Pafos FC | Totale Pafos FC | Totale Pafos FC | 42         | 18         |                 | 1               | 2               |                    | -                  | -                  |             | -           | -           | 43     | 20     |        |
| Totale carriera | Totale carriera | Totale carriera | 117        | 37         |                 | 10              | 3               |                    | -                  | -                  |             | -           | -           | 127    | 40     |        |

### Cronologia presenze e reti in nazionale
| Cronologia completa delle presenze e delle reti in nazionale ― Lituania | Cronologia completa delle presenze e delle reti in nazionale ― Lituania | Cronologia completa delle presenze e delle reti in nazionale ― Lituania | Cronologia completa delle presenze e delle reti in nazionale ― Lituania | Cronologia completa delle presenze e delle reti in nazionale ― Lituania | Cronologia completa delle presenze e delle reti in nazionale ― Lituania | Cronologia completa delle presenze e delle reti in nazionale ― Lituania | Cronologia completa delle presenze e delle reti in nazionale ― Lituania |
| Data                                                                    | Città                                                                   | In casa                                                                 | Risultato                                                               | Ospiti                                                                  | Competizione                                                            | Reti                                                                    | Note                                                                    |
| ----------------------------------------------------------------------- | ----------------------------------------------------------------------- | ----------------------------------------------------------------------- | ----------------------------------------------------------------------- | ----------------------------------------------------------------------- | ----------------------------------------------------------------------- | ----------------------------------------------------------------------- | ----------------------------------------------------------------------- |
| 11-11-2020                                                              | Saint-Denis                                                             | Francia                                                                 | 0 – 2                                                                   | Finlandia                                                               | Amichevole                                                              | 1                                                                       | 75’                                                                     |
| 18-11-2020                                                              | Cardiff                                                                 | Galles                                                                  | 3 – 1                                                                   | Finlandia                                                               | UEFA Nations League 2020-2021 - 1º turno                                | -                                                                       | 73’                                                                     |
| 24-3-2021                                                               | Helsinki                                                                | Finlandia                                                               | 2 – 2                                                                   | Bosnia ed Erzegovina                                                    | Qual. Mondiali 2022                                                     | -                                                                       | 46’                                                                     |
| 31-3-2021                                                               | San Gallo                                                               | Svizzera                                                                | 3 – 2                                                                   | Finlandia                                                               | Amichevole                                                              | -                                                                       | 44’ 77’                                                                 |
| 29-5-2021                                                               | Solna                                                                   | Svezia                                                                  | 2 – 0                                                                   | Finlandia                                                               | Amichevole                                                              | -                                                                       |                                                                         |
| 4-9-2021                                                                | Helsinki                                                                | Finlandia                                                               | 1 – 0                                                                   | Kazakistan                                                              | Qual. Mondiali 2022                                                     | -                                                                       | 78’                                                                     |
| 7-9-2021                                                                | Décines-Charpieu                                                        | Francia                                                                 | 2 – 0                                                                   | Finlandia                                                               | Qual. Mondiali 2022                                                     | -                                                                       | 63’                                                                     |
| 12-10-2021                                                              | Astana                                                                  | Kazakistan                                                              | 0 – 2                                                                   | Finlandia                                                               | Qual. Mondiali 2022                                                     | -                                                                       | 71’                                                                     |
| 16-11-2021                                                              | Helsinki                                                                | Finlandia                                                               | 0 – 2                                                                   | Francia                                                                 | Qual. Mondiali 2022                                                     | -                                                                       | 82’                                                                     |
| 7-6-2022                                                                | Helsinki                                                                | Finlandia                                                               | 2 – 0                                                                   | Montenegro                                                              | UEFA Nations League 2022-2023 - 1º turno                                | -                                                                       | 67’                                                                     |
| 23-9-2022                                                               | Helsinki                                                                | Finlandia                                                               | 1 – 1                                                                   | Romania                                                                 | UEFA Nations League 2022-2023 - 1º turno                                | -                                                                       | 58’                                                                     |
| 7-6-2025                                                                | Helsinki                                                                | Finlandia                                                               | 0 – 2                                                                   | Paesi Bassi                                                             | Qual. Mondiali 2026                                                     | -                                                                       | 76’                                                                     |
| Totale                                                                  |                                                                         | Presenze                                                                | 12                                                                      |                                                                         | Reti                                                                    | 1                                                                       |                                                                         |

## Palmarès

### Club

#### Competizioni nazionali
- Coppa di Cipro: 1

Pafos FC: 2023-2024